# 도편 추방

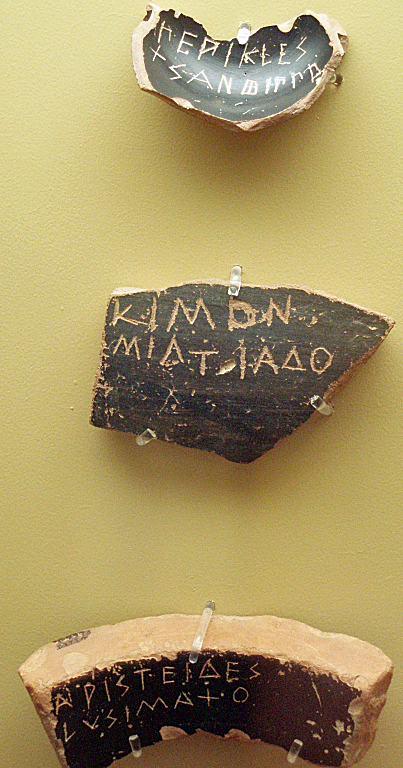
투표지로 사용됐던 도편

도편 추방(그리스어: οστρακισμός)은 고대 아테나이 민주정에서 참주가 될 위험이 있는 인물의 이름을 도자기 조각에 적는 방법의 투표로 도자기 조각이 6,000표 이상이 된 시민에 대해 국외로 10년간 추방하는 제도이다. 아테나이 시민들은 도자기 조각에 체제에 위협이 될 만한 사람이나 독재자가 될 위험이 있는 인물의 이름을 쓰고 그 인물을 추방했다.
이 제도는 정치가들이 정적을 끌어내는 수단이기도 하였다. 기소나 변론할 기회가 없었고, 추방하는 것도 사실은 벌이 아니라 아테나이 시민들의 명령일 뿐이었다.

## 과정
이 용어는 도자기 깨진 조각을 뜻하는 오스트라콘(ὄστρακον)에서 유래했다. 주변에서 흔히 구할 수 있는 도자기 조각은 마구 갈겨 적을 수 있는 종이의 역할을 했다. 이는 이집트에서 수입되던 고급 매체인 파피루스와 대비된다.

## 같이 보기
- 캔슬 컬처
- 경멸
- 매카시즘
- 사회 통제
- 마녀사냥